# Edward Nathaniel Bancroft
Edward Nathaniel Bancroft ( 1772, Londres-18 de septiembre de 1842, Kingston, Jamaica) fue un médico, y naturalista inglés.
Estudia en el Colegio St John de la Universidad de Cambridge y obtiene su Bachillerato de Medicina en 1794 y su Doctorado en medicina en 1804.
Fue médico militar en Jamaica en 1811.
Fue presidente de la "Horticultural and Agricultural Society" de Jamaica.

## Honores
James Macfadyen (1798-1850) le dedica en 1837 el género Bancroftia de la familia de Capparaceae.

### Fuente
- Ray Desmond (1994). Dictionary of British & Irish Botanists & Horticulturists including Plant Collectors, Flower Painters and Garden Designers. Taylor & Francis and The Natural History Museum (Londres).

- La abreviatura «Bancr.» se emplea para indicar a Edward Nathaniel Bancroft como autoridad en la descripción y clasificación científica de los vegetales.[1]

## Abreviatura (zoología)
La abreviatura Bancroft  se emplea para indicar a Edward Nathaniel Bancroft como autoridad en la descripción y taxonomía en zoología.